# Eupithecia albosparsata
Eupithecia albosparsata är en fjärilsart som beskrevs av Joannis 1891. Eupithecia albosparsata ingår i släktet Eupithecia och familjen mätare. Inga underarter finns listade i Catalogue of Life.